# Unidade de fita

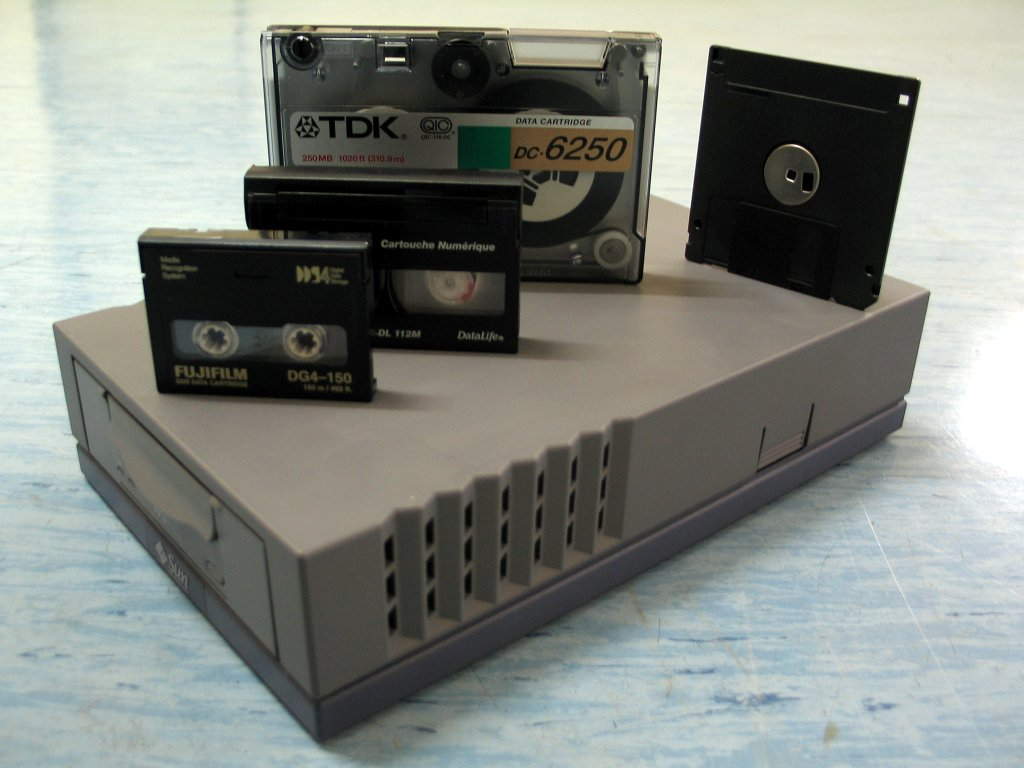
Unidade de fita DDS. Acima, da esquerda para a direita: fita DDS-4 (20 GiB), fita Data8 de 112m (2,5 GiB), fita QIC DC-6250 (250 MiB), e, um disquete de 3" 1/2 (1,44 MB).

Uma unidade de fita, também conhecida como unidade de fita streamer, é um dispositivo de armazenamento de dados que lê e escreve dados armazenados numa fita magnética. É usado tipicamente para arquivar dados armazenados em HDs. A mídia em fita possui geralmente um custo unitário favorável e um tempo de conservação de dados razoável.

## Características

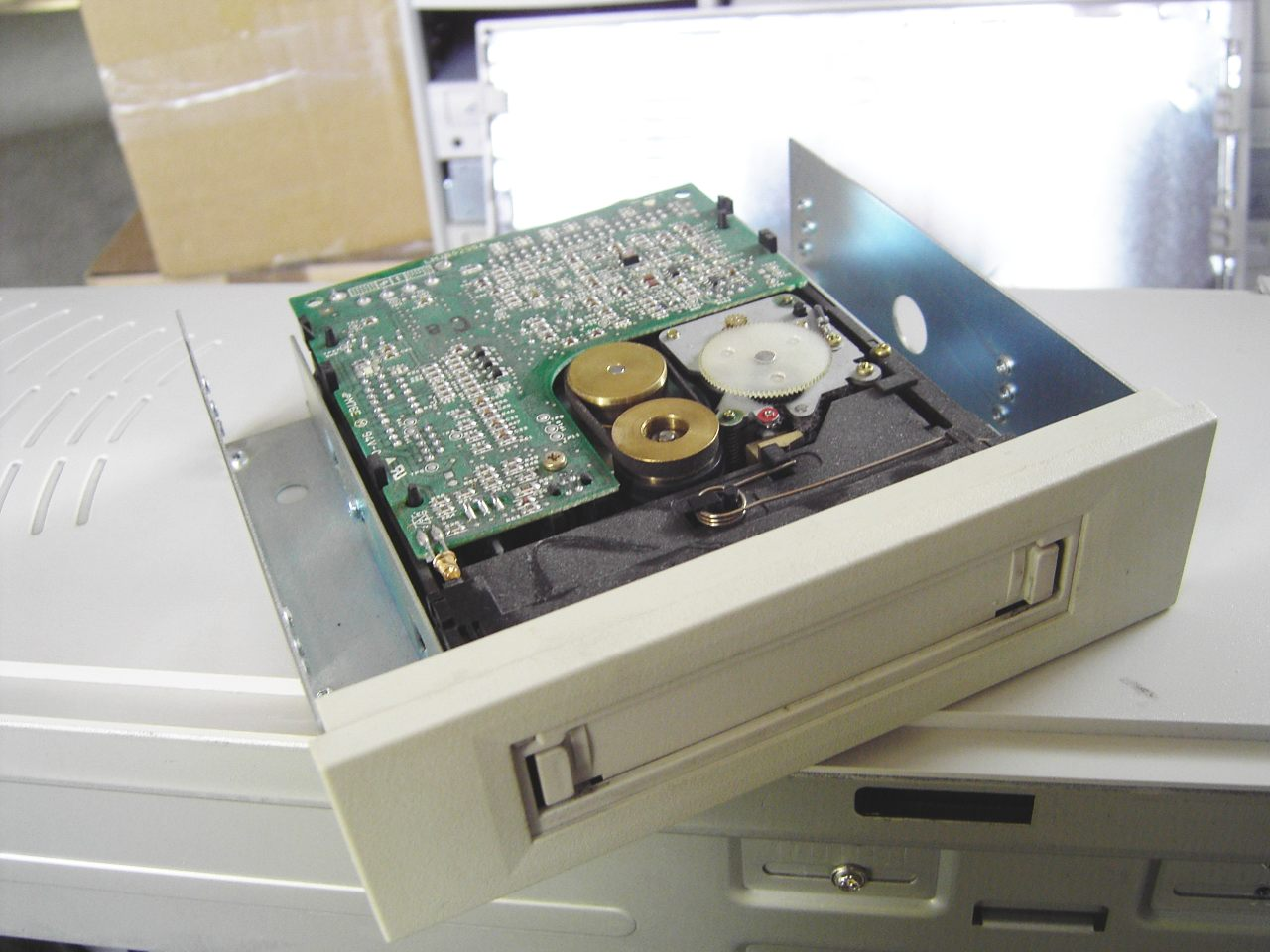
Uma unidade de fita interna Conner CTT 800I-F de 400 MiB.

Em vez de permitir acesso aleatório aos dados, como nos HDs, unidades de fita somente permitem o acesso sequencial aos dados. Um disco rígido pode mover suas cabeças de leitura/gravação para qualquer ponto aleatório dos discos num intervalo mínimo de tempo, mas uma unidade de fita gasta um tempo considerável avançando e rebobinando a mídia para poder ler qualquer segmento de dados. A resultante é que unidades de fita possuem um tempo de busca médio muito lento. Apesar disto, unidades de fita podem transferir dados para a mídia com grande rapidez. Por exemplo, as unidades LTO modernas podem atingir taxas de transferência contínuas acima de 80 MiB/s, o que é mais rápido do que a maioria dos HDs de 10.000 rpm.
Unidades de fita podem variar em capacidade de uns poucos MiB a centenas de GiB, sem compressão. Em anúncios, a capacidade de armazenamento é geralmente citada como assumindo uma proporção de compressão de 2:1, de forma que uma unidade de fita pode ser conhecida como 80/160, significando que a capacidade verdadeira de armazenamento é de 80 enquanto que a capacidade de armazenamento de dados comprimidos pode ser de aproximadamente 160 em muitas situações. Embora os fabricantes costumem anunciar altas taxas de proporção de compressão em seu material de propaganda, no mundo real, a proporção efetiva de compressão depende sempre de qual tipo de dado está sendo comprimido. A verdadeira capacidade de armazenamento é sempre conhecida como capacidade nativa ou "capacidade bruta".
Unidades de fita podem ser conectados a computadores através de interfaces SCSI (a mais comum), Fibre Channel, FICON, ESCON, porta paralela, IDE, SATA, USB, FireWire ou outras. Unidades de fita podem ser encontradas dentro de autoloaders e bibliotecas de fitas as quais auxiliam no processo de carregar, descarregar e armazenar múltiplas fitas para incrementar a capacidade de arquivamento.
Algumas unidades de fita antigas foram projetadas como alternativas baratas dos acionadores de disco. Entre os exemplos, o DECtape, o ZX Microdrive e o Rotronics Wafadrive. Isto não é mais possível nos dias de hoje, visto que o uso de técnicas avançadas como a correção de erros avançada multinível, shingling e layout em serpentina para gravar dados na fita, elevaram sobremaneira o preço de venda das unidades de fita de alta capacidade.

## Efeitoshoe-shining
O efeito shoe-shining ("polimento de sapato")ocorre ao gravar ou ler dados em fitas, quando a taxa de transferência dos dados cai abaixo do patamar mínimo para o qual as cabeças de leitura/gravação da unidade de fita foram projetadas para fazer transferências de dados numa fita em movimento. Quando isso ocorre, a unidade deve desacelerar a fita, pará-la, rebobinar um trecho da mídia, acelerar novamente para uma velocidade adequada e continuar a gravar a partir de alguma posição. 
Nas unidades mais antigas, este processo de anda-pára era frequentemente inevitável. Carretéis vazios eram comumente empregados para minimizar o problema. Os laços de fita pendendo dos carretéis vazios em ambos os lados das cabeças de leitura possuíam inércia menor dos que os dois rolos nos quais o restante da fita estava armazenada.
Posteriormente, a maioria dos projetos de unidades de fita dos anos 1980 introduziram o buffer interno de dados para reduzir um pouco as situações de anda-pára. A fita era parada somente quando o buffer não continha mais dados a serem escritos (buffer underflow) ou quando estava cheio de dados durante a leitura (buffer overflow).
Mais recentemente, as unidades passaram a não mais operar numa única velocidade linear fixa, mas sim com alguns poucos níveis de velocidade. Internamente, implementaram algoritmos que casam dinamicamente o nível de velocidade da fita com a taxa de dados do computador. Por exemplo, os níveis de velocidade podem ser de 50%, 75% e 100% da velocidade plena. Todavia, um computador que transfira dados constantemente abaixo do nível mínimo de velocidade (por exemplo, em 49%) irá indubitavelmente causar um "shoe-shining".
Quando o "shoe-shining" acontece, afeta significativamente a taxa de transferência atingível. É o tópico mais importante no processo moderno de backup em unidades rápidas. Além disso, o "shoe-shining" coloca sob estresse o mecanismo da unidade e a própria mídia da fita, aumentando a taxa de falhas do hardware.

## Avanços na história das unidades de fita
| Ano  | Fabricante     | Modelo    | Avanços |
| ---- | -------------- | --------- | --- |
| 1951 | Remington Rand | UNISERVO  | Primeira unidade de fita para computador |
| 1952 | IBM            | 726       | Uso de fita plástica (acetato de celulose) |
| 1958 | IBM            | 729       | Cabeças separadas de leitura/gravação disponibilizando verificação transparente de leitura-após-escrita |
| 1972 | 3M             | QIC-11    | Fita cassete (com dois rolos) |
| 1974 | IBM            | 3850      | Cartucho de fita (com carretel único) Primeira fita com acesso robótico |
| 1980 | Cipher         | (F880?)   | Buffer de RAM para mascarar problemas de "shoe-shining" |
| 1984 | IBM            | 3480      | Fita com mecanismo interno de reinício automático. Cabeça de filme delgado magnetorresistiva (MR). |
| 1984 | DEC            | TK50      | Gravação linear em serpentina |
| 1986 | IBM            | 3480      | Compressão de dados por hardware (algoritmo IDRC) |
| 1987 | Exabyte/Sony   | EXB-8200  | Primeira unidade de fita helicoidal digital. Eliminação do sistema de cabrestante e rolo pressor. |
| 1993 | DEC            | Tx87      | Diretório de fita (banco de dados atualizado a cada passagem da fita). |
| 1995 | IBM            | 3570      | Cabeça montada de modo a seguir trilhas pré-gravadas (Time Based Servoing ou TBS) A fita rebobina até o meio quando ejetada, reduzindo o tempo de acesso (exige cassete de dois rolos, o que implica menor capacidade) |
| 1996 | HP             | DDS3      | Método de leitura Partial Response Maximum Likelihood (PRML) - sem thresholds fixos |
| 1997 | IBM            | VTS       | Fita virtual - cache de disco que emula uma unidade de fita |
| 1999 | Exabyte        | Mammoth-2 | Roda de limpeza das cabeças. |
| 2003 | IBM            | 3592      | "Backhitch" virtual |
| 2003 | Sony           | SAIT-1    | Cartucho de rolo único para gravação helicoidal |
| 2006 | StorageTek     | T10000    | Cabeças múltiplas por unidade |
| 2007 | IBM            | 3592      | Capacidade de encriptação integrada à unidade. |